# Pipturus pullei
Pipturus pullei är en nässelväxtart som beskrevs av H. Winkl.. Pipturus pullei ingår i släktet Pipturus och familjen nässelväxter. Inga underarter finns listade i Catalogue of Life.